# Jherson Vergara
Jherson Vergara Amú (Florida, 26 mei 1994) is een Colombiaans voetballer die bij voorkeur als centrale verdediger speelt. Hij verruilde Deportes Quindío in 2013 voor AC Milan.

## Clubcarrière
Vergara komt uit de jeugdopleiding van Universitario Popayán. Hij tekende zijn eerste profcontract in 2011. Enkele maanden later ging hij naar Deportes Quindío, dat hem terug uitleende aan Universitario Popayán. In mei 2013 tekende hij een contract bij AC Milan, dat ongeveer 2 miljoen euro betaalde voor de centrale verdediger.

## Interlandcarrière
Vergara maakte deel uit van de Colombiaanse selectie die in 2013 deelnam aan het WK voetbal –20 in Turkije. Daar verloor de ploeg van bondscoach Carlos Restrepo in de achtste finales na strafschoppen van Zuid-Korea –20.